# 佐藤忠秀
佐藤 忠秀（さとう ただひで）は、戦国時代から安土桃山時代にかけての武将。白河結城氏の家臣。陸奥国双石館主。

## 略歴
永正年間に諸国遍歴で白河に立ち寄ったところ、結城義綱に呼び止められ白河結城氏に仕え、双石館（薬師ヶ館）を居館とした。智勇に優れ、伊達氏との交渉に当たったほか、合戦では軍師役を務めた。
弘治元年（1555年）に蘆名氏に使者として赴き、蘆名盛氏の息女と小峰義親との婚儀を成立させた。
永禄3年(1560年）、二階堂氏との合戦で新小萱篤綱が敗死すると、激怒した結城晴綱の命を受けて二階堂氏の旗下となっていた新城館を攻め落とした。二階堂氏とは後に、和知直頼を介して二階堂方の須田盛秀と交渉し和睦している。
天正4年（1576年）4月27日、佐竹義重に奪われていた支城赤館城の奪回戦では軍団の総大将を務めた。忠秀は夜襲を決行し、一度は城の奪還に成功するが、後に再び佐竹氏に大軍をもって奪われている。佐竹氏の攻勢で本拠の白河城が危機に陥った際、忠秀は全軍を撤退させ白河城を空城にし、佐竹勢が入ったところを大挙して押し寄せこれを撃破するという策を進言した。結城義親はそれを受け入れ、鶴生（西郷村）まで退いて譜代の将や郎党・土豪を集結させ、蘆名氏に後詰を求めた。しかし、城下が荒れるのを恐れた神社の神官や仏閣の僧侶が和平を嘆願し、入城した佐竹勢もそれを受け入れたため、策が実行されることはなかった。
最期は合戦坂での佐竹勢との戦いで戸村和泉守他5名の首を討ち取ったが、後軍破れ、討死したと言われている。
子孫は白河氏の没落後に伊達氏に仕えたか、帰農し江戸時代には双石村の庄屋となったという。
別名とされる忠胤は、実は忠秀の父であり、佐竹氏との合戦で討死後、忠秀が跡を継ぎ双石駿河守と名乗ったとする説もある。